# Hulukodu, Belur
Hulukodu là một làng thuộc tehsil Belur, huyện Hassan, bang Karnataka, Ấn Độ.